# Zuzgen

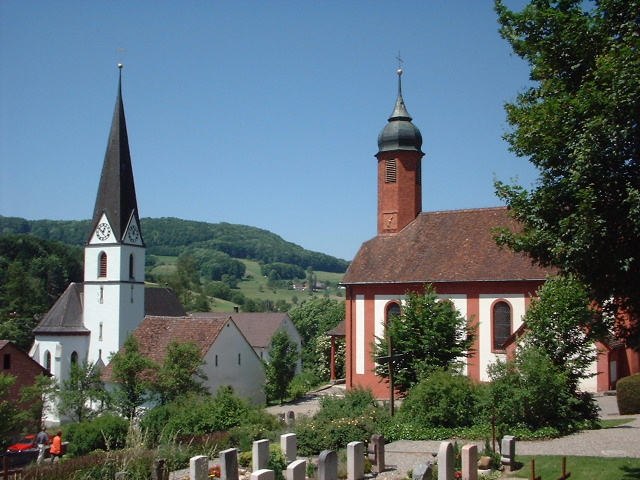
Zuzgen

Zuzgen is een gemeente en plaats in het Zwitserse kanton Aargau en maakt deel uit van het district Rheinfelden.
Zuzgen telt 854 inwoners.